# Flowers (álbum de Echo & the Bunnymen)
Flowers es el noveno álbum de estudio de la banda británica de post punk Echo & the Bunnymen, publicado por Cooking Vinyl el 16 de febrero de 2001. Alcanzó el puesto número cincuenta y seis en la lista británica de álbumes. Se grabó en los Elevator Studios de Liverpool y los Bryn Derwyn Studios de Gales y la producción corrió a cargo de Ian McCulloch y Will Sergeant con la colaboración de Pete Coleman. De Flowers se extrajeron los sencillos "It's Alright" y "Make Me Shine".

## Lista de canciones
- Todas las canciones compuestas por Ian McCulloch y Will Sergeant.

1. "King of Kings" – 4:24
2. "SuperMellow Man" – 4:58
3. "Hide & Seek" – 4:07
4. "Make Me Shine" – 3:54
5. "It's Alright" – 3:32
6. "Buried Alive" – 3:55
7. "Flowers" – 4:16
8. "Everybody Knows" – 4:40
9. "Life Goes On" – 3:59
10. "An Eternity Turns" – 4:03
11. "Burn for Me" – 3:41

## Personal
Músicos
- Ian McCulloch – voz, guitarra
- Will Sergeant – guitarra líder, pandereta
- Alex Germains – bajo, coros
- Ceri James – teclados
- Vincent Jamieson – batería, congas, pandereta, shakers

Producción
- Ian McCulloch – productor
- Will Sergeant – productor
- Pete Coleman – producción adicional, ingeniero de sonido, mezclas
- Mike Hunter – ingeniería adicional
- David Blackman – masterización
- Stu Reed – ProTools
- Andrew Swainson – diseño, fotografía